# 回響效果
回響效果（resonance effects)又稱共鳴效果，是指當電視內容和閱聽人的真實經驗接近，電視的涵化效果便愈顯著

是在1980年代涵化理論受到批評後，喬治·葛本納加入主流效果的概念，強調媒體意見的影響